# Томатный соус

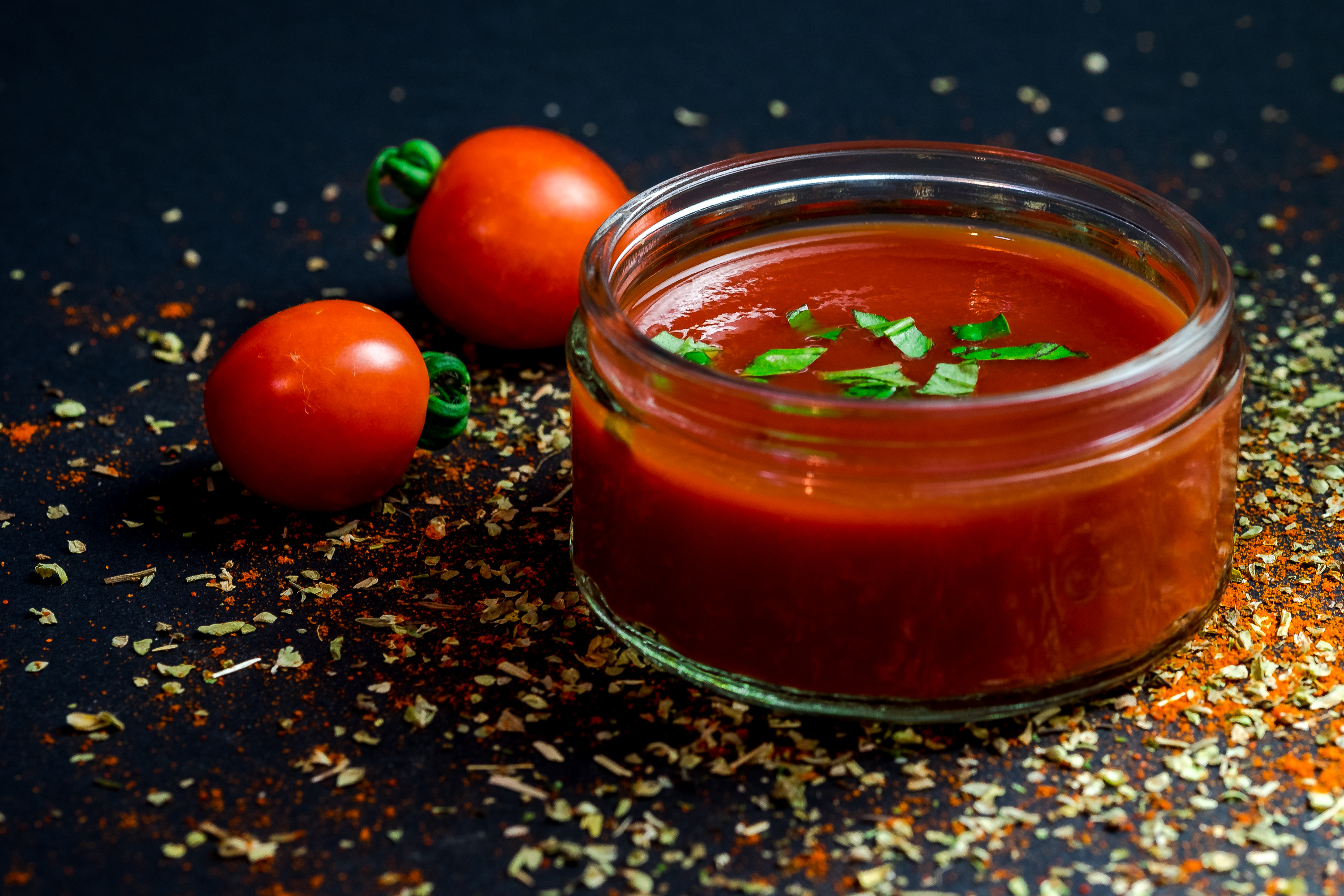
Свежий томатный соус

Томатный соус — овощной соус на основе томатов. Подаётся к самым разнообразным блюдам: выпечке, овощным, мясным, рыбным. Служит их ингредиентом. Имеет широкое распространение в странах, где выращивают томаты, поэтому характерен для итальянской, испанской, мексиканской, греческой, болгарской и других кухонь.
Для приготовления томаты подвергаются тепловой обработке, это может быть отваривание, тушение в масле или запекание в духовке. Томаты измельчаются до состояния томат-пюре, в некоторых рецептах мякоть томатов предварительно очищается от кожицы. В состав томатного соуса также чаще всего входят лук, чеснок, сахар, соль, специи по вкусу. Другие распространённые ингредиенты: красный перец (сладкий и острый), зелень (петрушка, базилик, укроп), растительное масло, уксус, бульон, вино. Свежие томаты для приготовления томатного соуса может заменять готовая томатная паста, в чистом виде, или разведённая водой, растительным маслом.

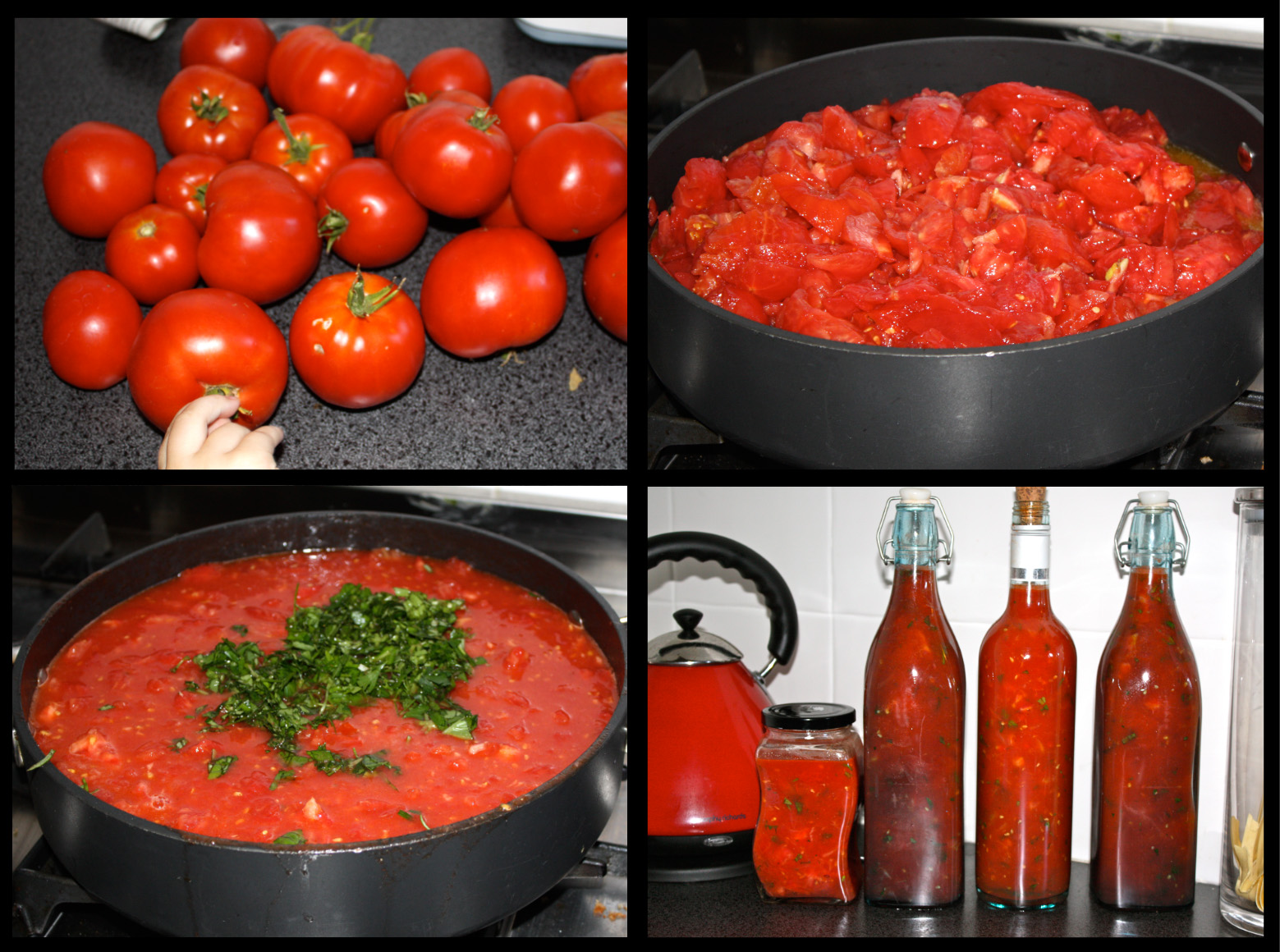
Приготовление томатного соуса

Томатный соус готовят как непосредственно перед употреблением, так и заготавливают впрок. Во втором случае томаты обычно подвергаются более длительной кулинарной обработке, затем готовый соус закатывается в стерилизованные банки. Томатный соус также широко используется для консервации овощей, мясных продуктов, рыбы (например, в СССР бычки в томатном соусе были одним из самых массовых видов рыбных консервов).
Большинство современных разновидностей кетчупов является томатными соусами (в ряде стран любые томатные соусы с уксусом считаются кетчупами), среди других особых форм томатных соусов — маринара, краснодарский соус, неаполитанский соус.